# Villa Revedin

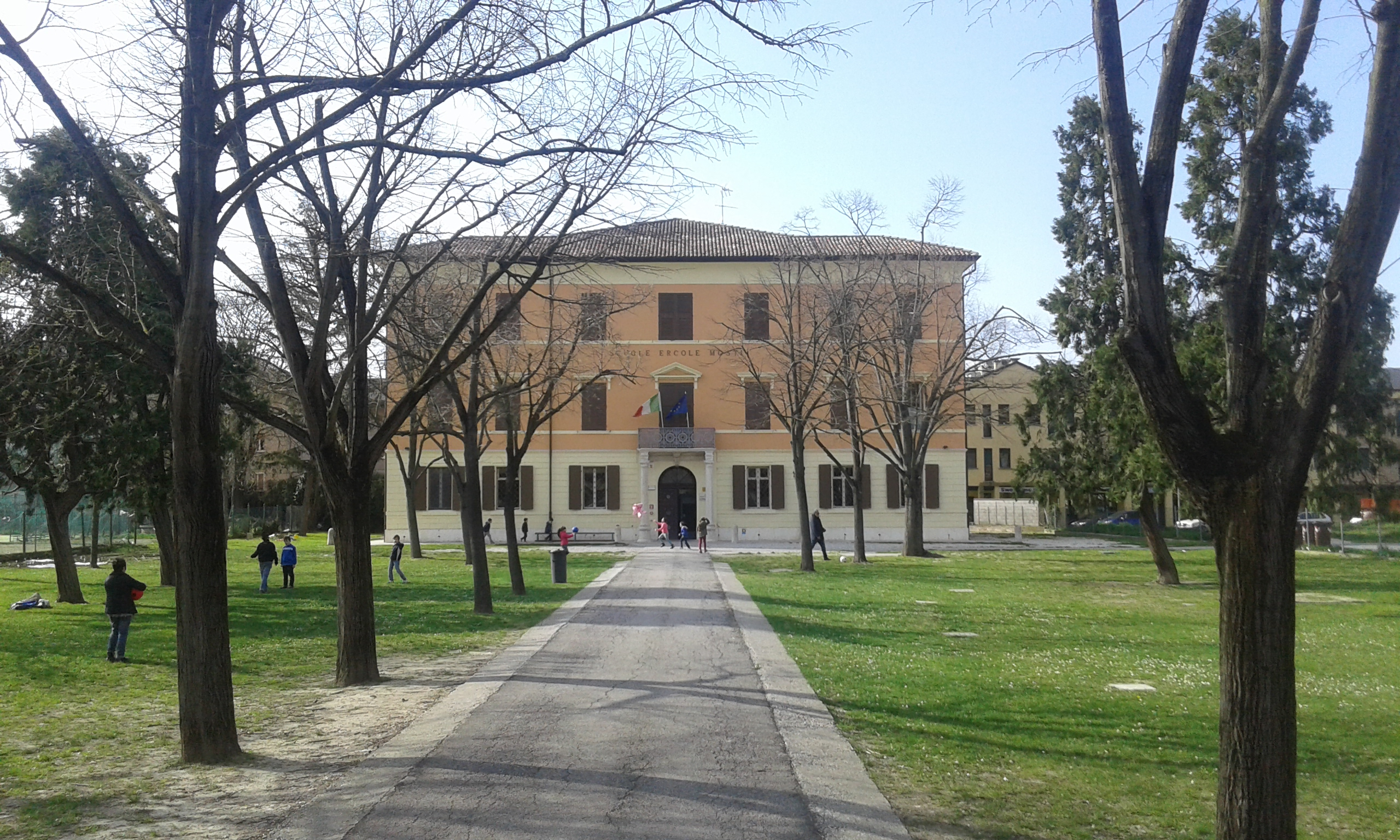
Villa Revedin

Die Villa Revedin ist ein Stadthaus in Ferrara in der italienischen Region Emilia-Romagna. Es liegt in der Via Bologna 152 und heute ist dort die Grundschule Ercole Mosti untergebracht.

## Geschichte
Ursprünglich war dieses Haus ein Gebäude mit zwei Türmen, das der Graf von Modena, Francesco III. d’Este, 1738 erbauen ließ. 1808 kauften die Gebrüder Antonio und Francesco Revedin das Anwesen von einem Immobilienhändler, der es wiederum den Franzosen abgekauft hatte. Der Komplex gehörte zu einem weiten Gebiet namens „Latifondo della Sammartina“ (dt.: Latifundien der Sammartina) und im 19. Jahrhundert wurde er im Auftrag der Markgrafen Revedin in eine herrschaftliche Villa umgebaut, neben der sie eine Kapelle bauen ließen.
1927 verkauften die Gebrüder Revedin die Villa an ihren Bauern Vittorio Parmeggiani. 1928 kaufte die Stadt Ferrara die Villa von Vittorio Parmeggiani und bauten sie zur Aufnahme einer Grundschule um, die nach Ercole Mosti benannt wurde.